# Malojawind

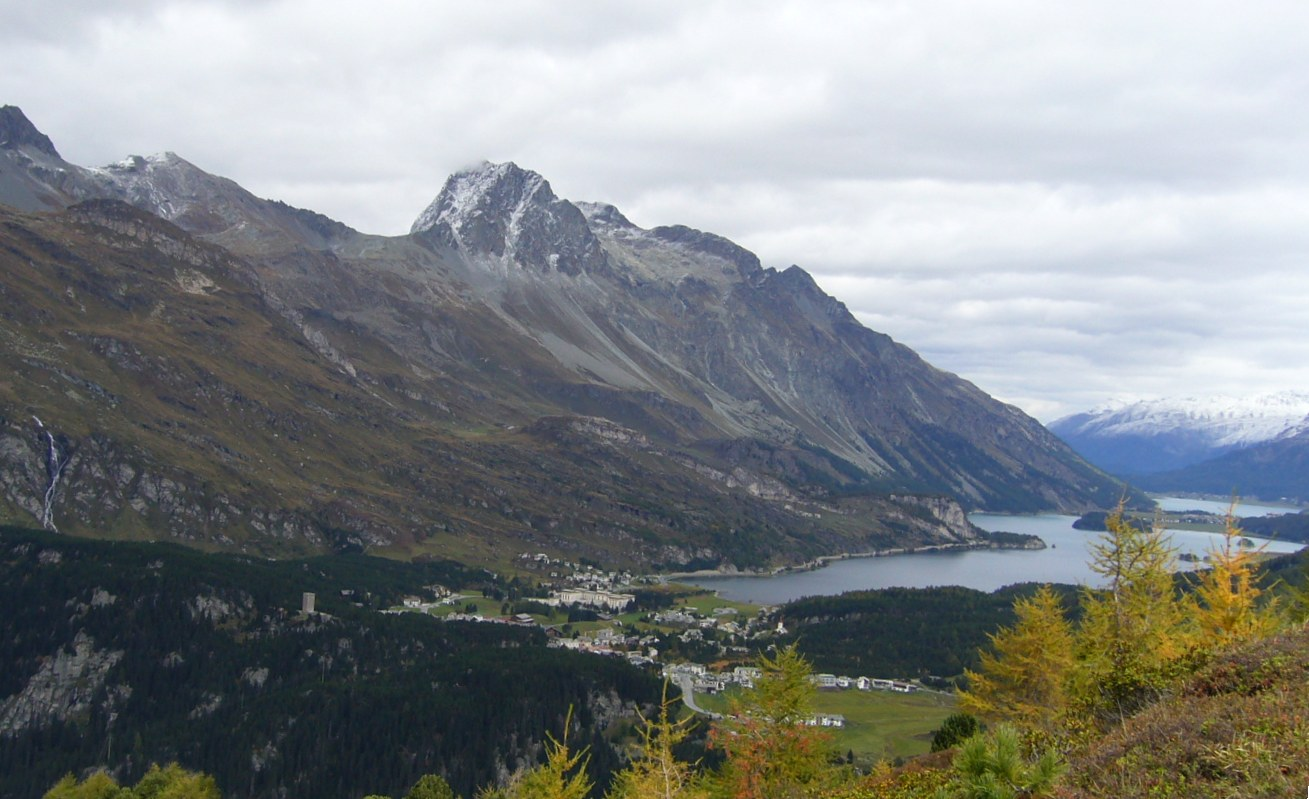
Maloja und Oberengadin

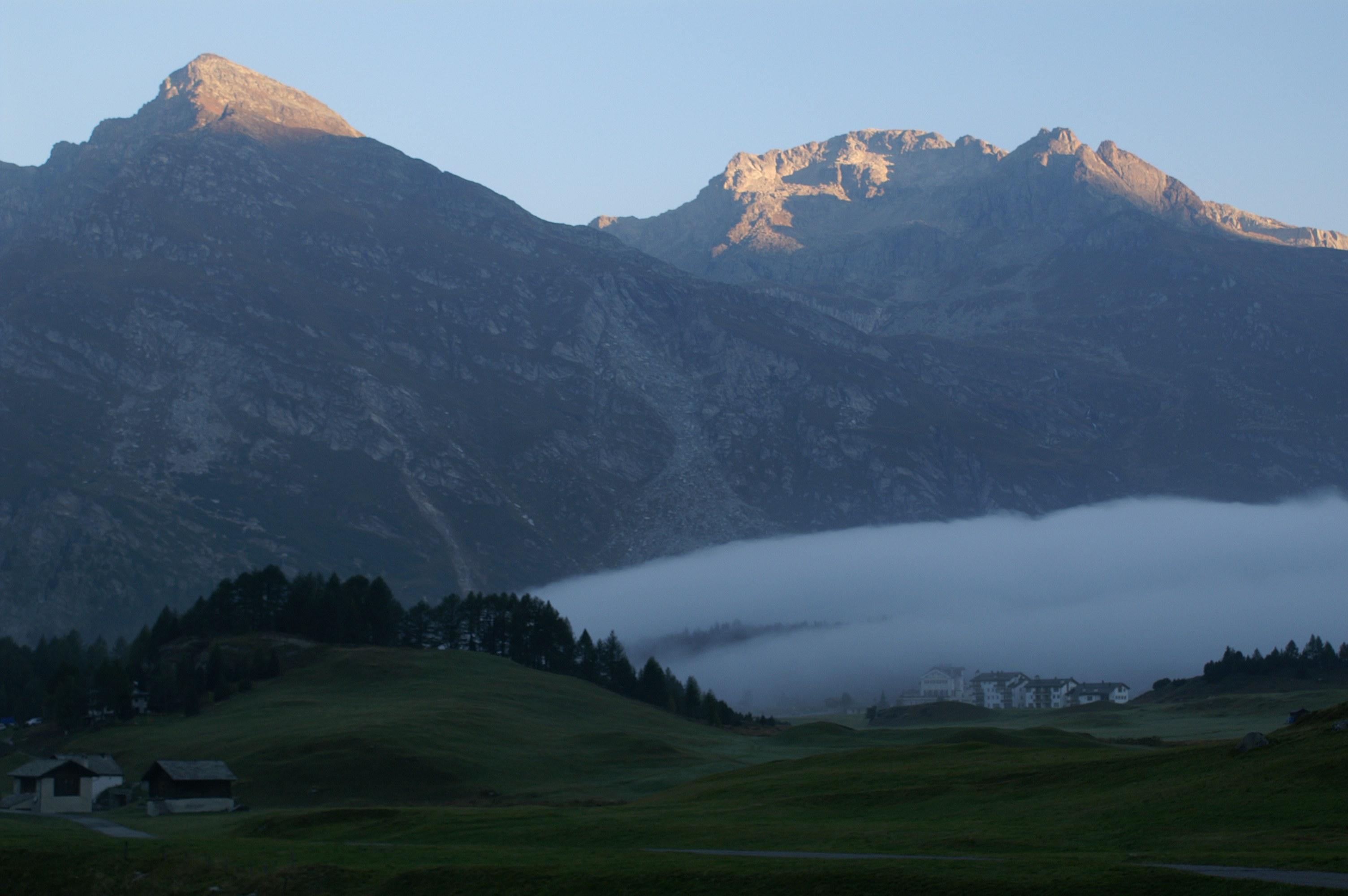
Malojaschlange

Der Malojawind ist der Talwind des Bergells. Er entsteht durch die schnellere Erwärmung der ausserordentlich steilen Berghänge am Morgen, da diese von der Sonne stärker erwärmt werden als das Tal. Im engen und tief eingeschnittenen Bergell lagert wesentlich kältere Luft als über dem Engadin, und so bildet sich ein Windsystem mit regionalspezifischer thermischer Zirkulation. Im Segelflug bietet es die Möglichkeit zu sehr intensiven Aufwinden.
Warme Luft steigt auf und aus dem Tal wird Luft nachgezogen – der Wind entsteht. Dieser Wind ist stark genug, um auf dem Malojapass den niedrigen Talabschluss zwischen Bergell und Engadin zu überwinden und im Oberengadiner Tal weiter zu wehen. Dort weht der Wind dann untypischerweise talabwärts, während er im Bergell talaufwärts weht. Aus diesem Grund wird er auch „der verkehrte Wind“ oder auch „der Nachtwind des Tages“ genannt.  Besonders häufig weht dieser kühle Luftstrom in den Monaten Juli bis Oktober und kann sturmähnliche Ausmasse annehmen.
Der Malojawind ist der Gegenwind zum Engadiner Talwind Brüscha. Während im Gebirge gewöhnlich Talwinde wegen schnellerer Lufterwärmung im Tal tagsüber bergauf wehen, ist wegen schnellerer Luftabkühlung in der Höhe der Nachtwind bergab gerichtet.

## Malojaschlange
Da der Malojawind nicht nur bei guten, thermisch entwickelten Wetterlagen auftritt, sondern auch eine schlangenartig bis St. Moritz vordringende Wolkenformation, die sog. Malojaschlange, als ein Schlechtwetterphänomen auftritt, gibt es über seine Entstehung verschiedene Theorien und eine reichhaltige Literatur. Dem Wolkenphänomen widmet sich der Dokumentarfilm Das Wolkenphänomen von Maloja von Arnold Fanck aus dem Jahr 1924.

## Kunst & Kultur
Auch der Name des Spielfilms Die Wolken von Sils Maria aus dem Jahr 2014 nimmt Bezug auf das Phänomen Malojaschlange.
Dass Nietzsche trotz des ausgeglichenen Klimas im Engadin nicht die erhoffte Ruhe und Erholung fand, hat vermutlich keine meteorologische Ursache. In Der Antichrist klagt er über diesen Ableger des Scirocco: „Lieber im Eise leben als unter modernen Tugenden und anderen Südwinden!“ (Kapitel 1, KSA 6, S. 169.)
Ueli Mooser komponierte den viel gespielten Ländlerhit "Malojawind".

## Wassersport
Auf dem Silvaplanersee machen sich Wind- und Kitesurfer den konstanten Malojawind für ihre Fortbewegung nutzbar.